# Gmina Molve
Gmina Molve (chorw. Općina Molve) – gmina w Chorwacji, w żupanii kopriwnicko-kriżewczyńskiej. W 2011 roku liczyła  2189 mieszkańców.